# Lechweg
Der Lechweg ist ein rund 125 km langer Weitwanderweg, der vom Formarinsee in der Gemeinde Lech am Arlberg im österreichischen Land Vorarlberg bis hin zum Lechfall bei Füssen im bayerischen Allgäu führt.

## Verlauf

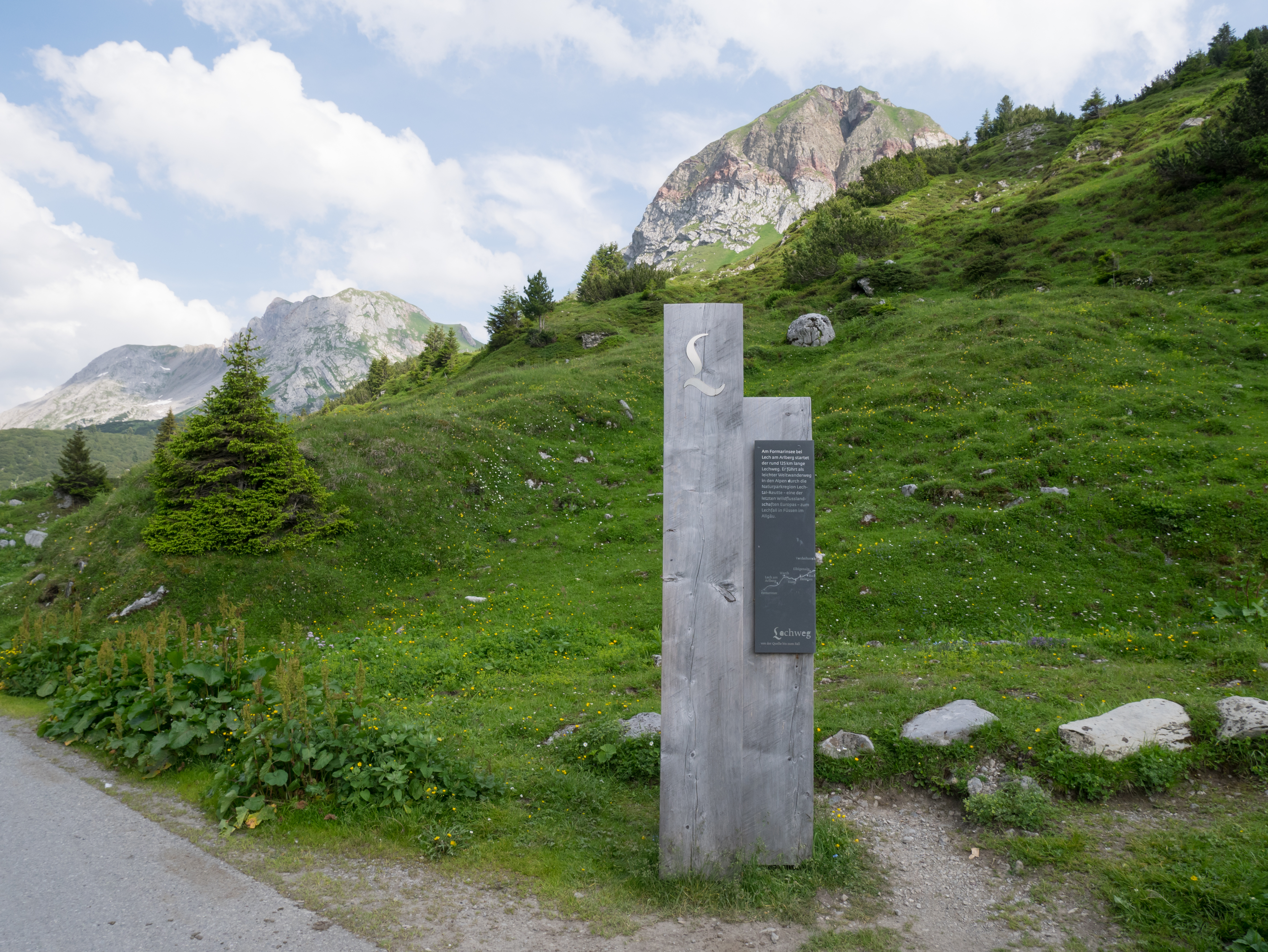
Beginn des Lechwegs am Formarinsee

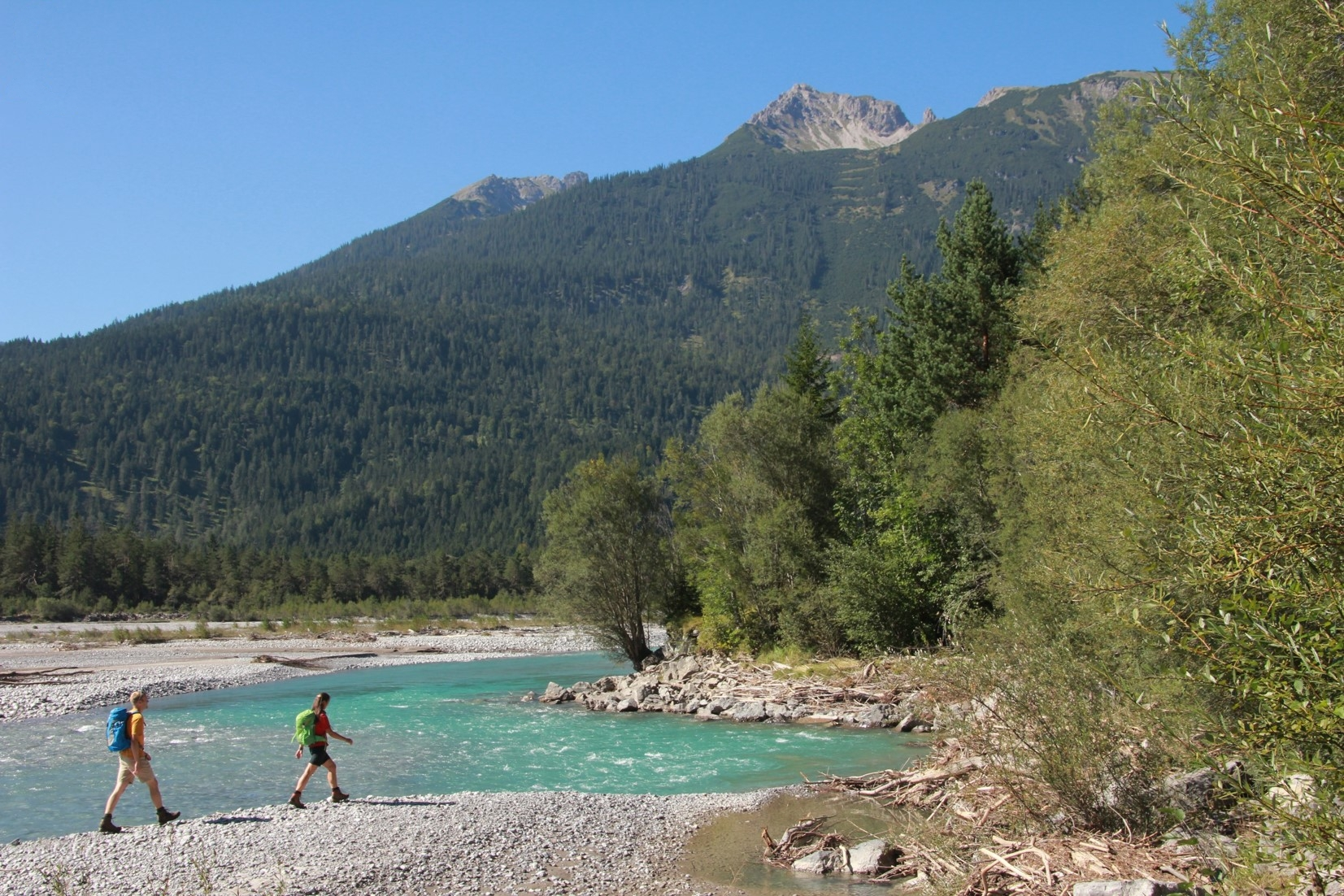
Lechweg bei Forchach

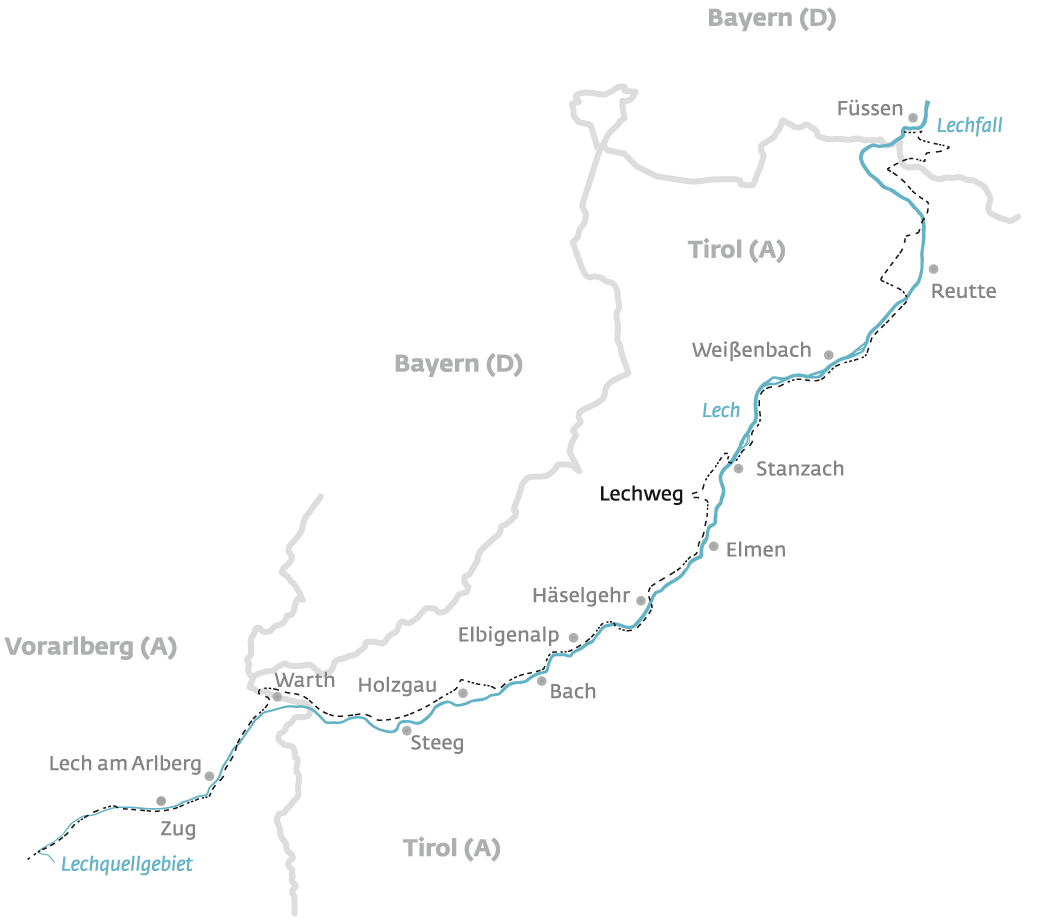
Verlauf des Lechwegs

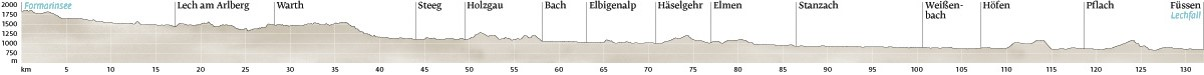
Höhenprofil des Lechwegs

Der Lechweg folgt dem Verlauf des Flusses Lech und führt von seiner Quelle in Vorarlberg über die Naturparkregion Lechtal-Reutte bis ins Allgäu im bayerischen Regierungsbezirk Schwaben. Der Wanderweg wurde am 15. Juni 2012 eröffnet. Der Lechweg ist der erste grenzüberschreitende Weitwanderweg, der nach gemeinsamen Qualitätskriterien der Europäischen Wandervereinigung (EWV) zertifiziert ist. Er trägt seit seiner Eröffnung 2012 das Prädikat „Leading Quality Trails – Best of Europe“.
Der Lechweg beginnt am Formarinsee in Vorarlberg und führt zunächst entlang des Formarinbachs, bis dieser mit dem Spullerbach zum Lech zusammenfließt. Von dort führt der Lechweg über Lech am Arlberg, Warth, Lechleiten, Steeg und Holzgau bis zur Höhenbachtalschlucht. Über Elbigenalp, den Geburtsort der „Geierwally“, Häselgehr und vorbei am Doser-Wasserfall in die Gegend zwischen Elmen und Martinau folgt der Lechweg dem Lech nach Stanzach. Von dort geht es durch die Pflacher Au über die Grenze nach Deutschland in Richtung Alpsee, von wo aus Wanderer einen guten Blick auf die Schlösser Hohenschwangau und Neuschwanstein haben. Über den Kalvarienberg geht es weiter bis zum Lechfall in Füssen, dem Endpunkt des Lechwegs.
Der Lechweg kann in sechs bis acht Etappen begangen werden. Eingeteilt ist er insgesamt in 15 Abschnitte. Es besteht die Möglichkeit, einzelne Abschnitte durch Canyoning oder Rafting auf dem Lech zu ersetzen. Der Lechweg eignet sich auch für weniger erfahrene Wanderer sowie für Wanderungen mit Kindern. Er startet auf rund 1800 Höhenmetern und endet auf etwa 800 Höhenmetern.
Der Großteil des Lechwegs ist in der Regel ab Mai bis Oktober gehbar, die ersten zwei Etappen zwischen dem Formarinsee und Warth jedoch erst ab Saisonstart Mitte bis Ende Juni. Bis dahin ist noch mit Restschnee zu rechnen, außerdem öffnen die Unterkünfte in Lech und Warth erst zum Saisonstart und der Wanderbus, der Wanderer zum Formarinsee bringt, fährt ebenfalls erst ab diesem Zeitpunkt.

## Abschnitte
| Nr. | von              | bis              | Länge (km) | Höhenmeter       | Besonderheiten |
| --- | ---------------- | ---------------- | ---------- | ---------------- | --- |
| 1   | Formarinsee      | Lech             | 14         | ↑ 195 m; ↓ 629 m | |
| 2   | Lech             | Warth-Lechleiten | 14         | ↑ 733 m; ↓ 635 m | |
| 3   | Warth-Lechleiten | Steeg            | 11         | ↑ 295 m; ↓ 711 m | |
| 4   | Steeg            | Holzgau          | 5          | ↑ 130 m; ↓ 140 m | |
| 5   | Holzgau          | Bach             | 9,5        | ↑ 734 m; ↓ 778 m | Alternativroute führt über Hängebrücke |
| 6   | Bach             | Elbigenalp       | 3          | ↑ 16 m; ↓ 40 m   | |
| 7   | Elbigenalp       | Häselgehr        | 7          | ↑ 137 m; ↓ 173 m | |
| 8   | Häselgehr        | Elmen            | 5          | ↑ 309 m; ↓ 274 m | |
| 9   | Elmen            | Vorderhornbach   | 6          | ↑ 297 m; ↓ 361 m | |
| 10  | Vorderhornbach   | Stanzach         | 3          | ↑ 43 m; ↓ 79 m   | |
| 11  | Stanzach         | Forchach         | 5,5        | ↑ 40 m; ↓ 65 m   | |
| 12  | Forchach         | Weißenbach       | 7          | ↑ 115 m; ↓ 141 m | |
| 13  | Weißenbach       | Wängle           | 9          | ↑ 173 m; ↓ 119 m | Reguläre Wegführung: Dem markierten Weg am Lechufer entlang bis nach Ehenbichl folgen. Von Ehenbichl geht es weiter über den Lechsteg nach Höfen. Variante Lechschleife Ehrenberg: Über den Klausenwald geht es zur Ruine Ehrenberg, highline179, die Festung Schlosskopf und die Burgenwelt. Der Abstieg erfolgt in Richtung Ehenbichl. |
| 14  | Wängle           | Pflach           | 9,5        | ↑ 381 m; ↓ 485 m | |
| 15  | Pflach           | Füssen           | 15         | ↑ 722 m; ↓ 760 m | |

## Sehenswürdigkeiten
Der Lechweg führt an folgenden Sehenswürdigkeiten entlang:
- Steinbock-Denkmal bei der Alpe Formarin: erinnert an die Wiedereinsetzung des Steinwilds seit 1958. Hier lebt eine der größten Steinbock-Kolonien Europas.
- Lechmuseum Huber Hus: erbaut 1590, gibt Einblicke in die bäuerliche Wohn- und Arbeitskultur
- Pfarrkirche St. Nikolaus in Lech am Arlberg: an der Stelle einer Kapelle, wurde 1390 eine Kirche erbaut. Ende des 15. Jahrhunderts entstand eine gotische Kirche, erhalten wurde dabei der frühgotische Kirchturm. Anfang des 17. Jahrhunderts wurde das Langhaus neu errichtet, die gotischen Portale blieben erhalten. 1791 wurde die Kirche stuckiert und renoviert.
- Oberlecher Gipslöcher mit rund 1000 Dolinen: konische oder schüsselförmige Vertiefungen im Gelände, die entstehen, wenn Wasser an Versickerungsstellen Kalk auflöst und Erdreich abgeschwemmt wird. Ein Naturlehrpfad führt durch das Naturschutzgebiet.
- Walserdorf Warth mit Kirche St. Sebastian und höchstgelegener Sennerei und Metzgerei Vorarlbergs, die »Wälder Metzge«
- Lüftlmalerei in Holzgau
- Fußgänger-Hängebrücke über Höhenbachschlucht bei Holzgau: 200,5 Meter, 110 Meter hohe und 1 Meter breite Brücke
- Pfarrkirche Mariä Himmelfahrt mit den Altarbildern von Johann Jakob Zeiller und Joseph Keller in Holzgau
- Sebastianskapelle von 1497 in Holzgau. In der Kapelle sind noch Fresken aus der Erbauungszeit erhalten.
- Bergheumuseum bei Bach: zeigt das beschwerliche Leben und den mühsamen Alltag der Bergbauern im früheren Lechtal. Das Museum liegt etwas abseits des Weges, erreichbar mit der Lechtaler Bergbahn in Bach.
- Elbigenalp: Geburtsort der „Geierwally“ Anna Stainer-Knittel, Geierwally-Freilichtbühne
- Wunderkammer Elbigenalp: Museum zur Kultur und Geschichte der Lechtaler Bevölkerung sowie der Entwicklung des Lechtals, Exponate stammen aus der Sammlung des Lithographen Johann Anton Falger.
- Schnitzschulen Elbigenalp, darunter die 1840 gegründete Schnitzschule Elbigenalp, heute Fachschule für Kunsthandwerk
- Pfarrkirche St. Nikolaus Elbigenalp: vermutlich um 1300 erbaut und 1312 erstmals urkundlich genannt. Vergrößerungen erfolgten im 15. und im 17. Jahrhundert. Die Kirche wurde 1775/76 mit Fresken von Johann Jakob Zeiller ausgeschmückt.
- Martinskapelle Elbigenalp: älteste Kapelle des Tals, sie befindet sich neben der Pfarrkirche. In der Martinskapelle kann man die bekannten 18 Bilder des Totentanzes von Johann Anton Falger besichtigen.
- Pfarrkirche St. Martin in Häselgehr: im Nazarenerstil gestaltet.
- Doser Wasserfall: Der Wasserfall versiegt an St. Martin (11. November) und entspringt wieder an St. Georg (23. April). Verantwortlich dafür ist laut einer Sage ein Drache, der den Bach zur rechten Zeit öffnet und verschließt.
- Pfarrkirche Elmen aus dem 15. Jahrhundert. Auch hier ist der Totentanz von Johann Anton Falger in der Totenkapelle am Friedhof zu sehen.
- Naturparkhaus Klimmbrücke: Das Bauwerk befindet sich auf der Brücke und liefert Informationen zum Naturpark Tiroler Lech.
- Filialkirche Martinau: gewidmet dem Hl. Josef von Nazaret. Erstmals erbaut Anfang des 18. Jahrhunderts. 1903 abgebrannt, danach wieder aufgebaut und mit Figuren ausgestattet, die damals in der Pfarrkirche Elmen nicht mehr gebraucht wurden.
- Pfarrkirche St. Michael in Stanzach: 1660 erbaut und im Nazarenerstil gestaltet. 1774 brannte sie ab, der Neuaufbau erfolgte zwischen 1775 und 1780. Zuletzt wurde sie von 1976 bis 1984 renoviert.
- Vorkommen der Deutschen Tamariske im Lechzopfgebiet
- Forchacher Hängebrücke: 1906 erbaute, 75 m lange, hölzerne Hängebrücke mit Blick auf die Lechtaler Wildflusslandschaft.
- Museum im Grünen Haus in Reutte: Gebäude erbaut im 16. Jahrhundert. Das Museum zeigt eine umfassende Sammlung an Kunst- und Kulturgütern der Region Reutte vom Barock bis zum Klassizismus.
- Burgenwelt Ehrenberg mit Erlebnismuseum „Dem Ritter auf der Spur“, laufende Naturausstellung: „Der Letzte Wilde“
- highline179: Weltlängste Fußgängerhängebrücke im Tibet-Style mit einer Länge von 406 m. Verbindet die Ruine Ehrenberg mit dem Fort Claudia.
- Königsschlösser Neuschwanstein und Hohenschwangau bei Füssen
- Lechfall: Dort ergießt sich der Lech über eine im 18. Jahrhundert angelegte Staustufe in eine enge Klamm. Hochwassermarken dokumentieren die Kraft, die der Fluss vor allem nach dem Beginn der Schneeschmelze in den Frühsommermonaten entwickelt
- Walderlebniszentrum Ziegelwies mit Baumkronenweg (480 m lang und bis zu 21 m hoch), Bergwaldpfad, Auwaldpfad und Ausstellungszentrum
- Füssener Altstadt: mittelalterliche Gassen und Bürgerhäuser, Barockkirchen, Überreste der mittelalterlichen Stadtmauer
- Hohes Schloss Füssen: Ehemalige Sommerresidenz der Augsburger Fürstbischöfe mit Illusionsmalereien (1499/1500) im Innenhof und einer Filialgalerie der Bayerischen Staatsgemäldesammlungen sowie der Städtischen Galerie.
- Barocke Klosteranlage des einstigen Benediktinerklosters St. Mang (1701–1717) mit der heutigen kath. Stadtpfarrkirche St. Mang, deren Ostkrypta auf das 8. Jahrhundert zurückgeht, und dem Museum der Stadt Füssen (u. a. Barockräume, historische Lauten und Geigen, Füssener Totentanz als ältester in Bayern erhaltener Totentanz)
- Festspielhaus Neuschwanstein: Veranstaltungszentrum